# Lachapelle-sous-Chaux
Lachapelle-sous-Chaux (deutsch früher Kappeltscha) ist eine französische Gemeinde im Département Territoire de Belfort in der Region Bourgogne-Franche-Comté.

## Geographie
Lachapelle-sous-Chaux liegt auf 415 m Meereshöhe, etwa acht Kilometer nordnordwestlich der Stadt Belfort (Luftlinie). Das Dorf erstreckt sich im Vorland der Vogesen, im Becken von Giromagny, das sich zwischen den Vogesen, den Hügeln der Forêt de Roppe und der Montagne de Salbert ausdehnt, in der Ebene östlich des Bachlaufs des Rhôme.
Die Fläche des 11,16 km² großen Gemeindegebiets umfasst einen Abschnitt im Bereich des Vogesenvorlandes. Der Hauptteil des Gebietes wird von der Ebene des Beckens von Giromagny eingenommen, die auf durchschnittlich 420 m liegt. Sie ist überwiegend mit Acker- und Wiesland bestanden, zeigt aber auch einige größere Waldflächen. Entwässert wird das Gebiet durch den Rhôme und seine Seitenbäche nach Süden zur Savoureuse. Entlang der Bachläufe und in Muldenlagen befinden sich zahlreiche Weiher, die einst für die Fischzucht angelegt wurden. Zu den bedeutendsten gehören die Étangs de la Claire sowie der Étang de la Veronne und der Étang de Malsaucy an der Südgrenze. Nach Westen erstreckt sich der Gemeindeboden in das ausgedehnte Waldgebiet des Bois de Lachapelle, in dessen hügeligem Areal mit 605 m die höchste Erhebung von Lachapelle-sous-Chaux erreicht wird.
Zu Lachapelle-sous-Chaux gehört der Weiler Le Malpatey (420 m) an leicht erhöhter Lage am Südrand des Bois de Lachapelle. Nachbargemeinden von Lachapelle-sous-Chaux sind Auxelles-Bas im Norden, Chaux im Osten, Sermamagny und Évette-Salbert im Süden sowie Errevet und Plancher-Bas im Westen.

## Geschichte
Erstmals urkundlich erwähnt wird Lachapelle im Jahr 1347 als Cappellen. Zunächst im Einflussbereich der Grafen von Montbéliard stehend, gehörte Lachapelle stets zur Herrschaft Rosemont. Mitte des 14. Jahrhunderts gelangte das Dorf unter die Oberhoheit der Habsburger. Zusammen mit dem Sundgau kam Lachapelle-sous-Chaux mit dem Westfälischen Frieden 1648 an die französische Krone. Seit 1793 gehörte das Dorf zum Département Haut-Rhin, verblieb jedoch 1871 als Teil des Territoire de Belfort im Gegensatz zum restlichen Elsass bei Frankreich. Im Jahr 1883 wurde Lachapelle-sous-Chaux durch eine Bahnlinie, die von Bas-Évette (an der Hauptlinie Belfort-Vesoul) nach Giromagny führte, an das französische Eisenbahnnetz angebunden. Seit 1938 dient die Linie allerdings nur noch dem Warentransport. Heute ist Lachapelle-sous-Chaux Mitglied des acht Gemeinden umfassenden Gemeindeverbandes Communauté de communes la Haute Savoureuse.

## Sehenswürdigkeiten

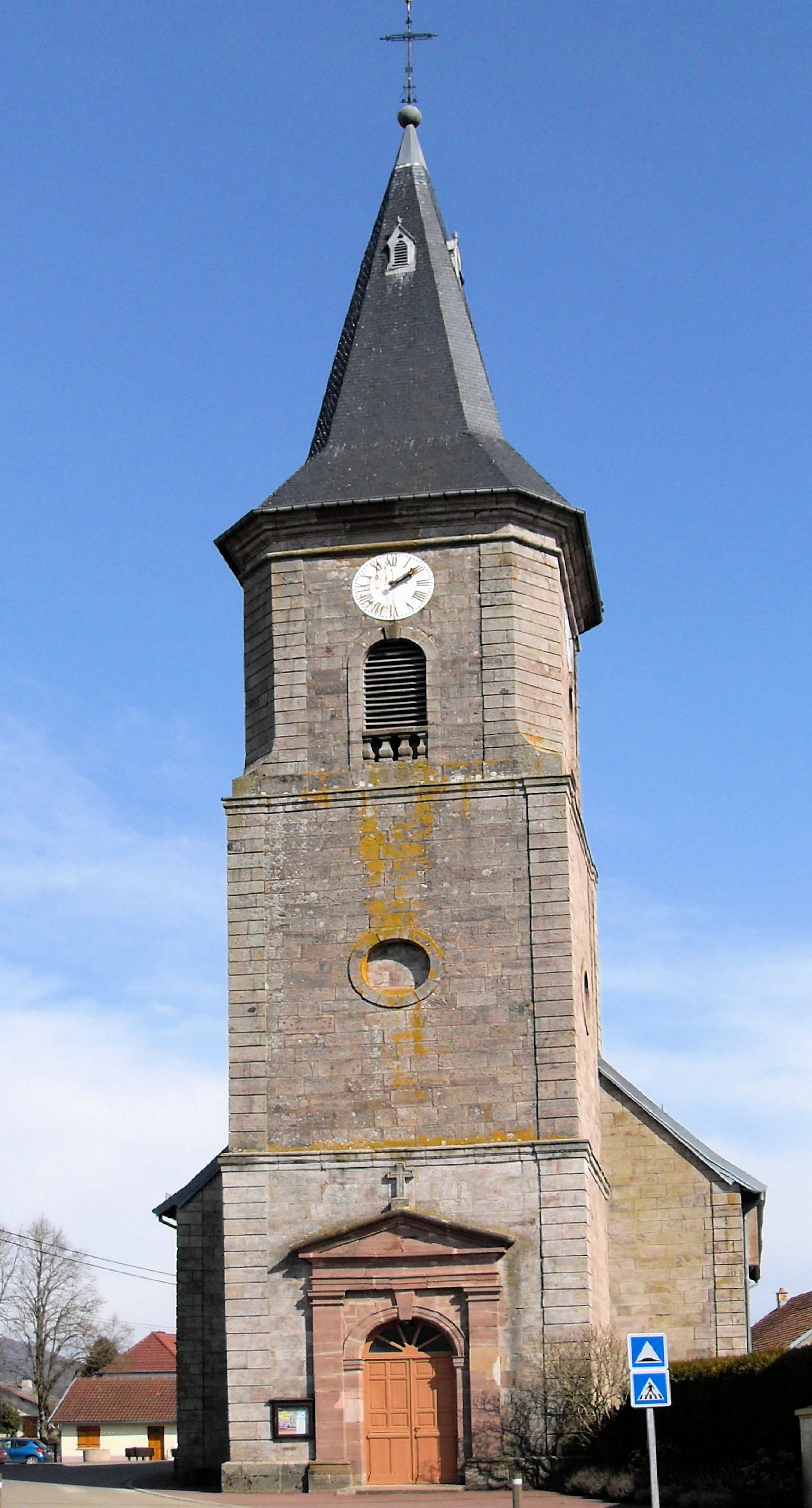
Kirche Saint-Vincent

Die Kirche Saint-Vincent wurde in der zweiten Hälfte des 18. Jahrhunderts neu erbaut. Zu den weiteren Sehenswürdigkeiten zählen das Pfarrhaus und das Musée Gantner.
Siehe auch: Liste der Monuments historiques in Lachapelle-sous-Chaux

## Bevölkerung
| Jahr      | 1962 | 1968 | 1975 | 1982 | 1990 | 1999 | 2007 |
| Einwohner | 443  | 456  | 543  | 607  | 577  | 625  | 672  |

Mit 748 Einwohnern (1. Januar 2022) gehört Lachapelle-sous-Chaux zu den kleinen Gemeinden des Département Territoire de Belfort. Nachdem die Einwohnerzahl in der ersten Hälfte des 20. Jahrhunderts abgenommen hatte (1891 wurden noch 594 Personen gezählt), wurde seit Beginn der 1970er Jahre wieder ein deutliches Bevölkerungswachstum verzeichnet.

## Wirtschaft und Infrastruktur
Lachapelle-sous-Chaux war bis weit ins 20. Jahrhundert hinein ein vorwiegend durch die Landwirtschaft (Ackerbau, Obstbau und Viehzucht), die Fischzucht und die Forstwirtschaft geprägtes Dorf. Heute gibt es einige Betriebe des Klein- und Mittelgewerbes, unter anderem im Bauwesen. Mittlerweile hat sich das Dorf auch zu einer Wohngemeinde gewandelt. Viele Erwerbstätige sind deshalb Wegpendler, die in den größeren Ortschaften der Umgebung und in der Agglomeration Belfort ihrer Arbeit nachgehen.
Die Ortschaft liegt abseits der größeren Durchgangsachsen an einer Departementsstraße, die von Sermamagny nach Auxelles-Bas führt. Der nächste Anschluss an die Autobahn A36 befindet sich in einer Entfernung von ungefähr zehn Kilometern. Eine weitere Straßenverbindung besteht mit Chaux. Mit der Stadt Belfort ist Lachapelle-sous-Chaux durch eine Buslinie verbunden.